# Dla ciebie wszystko (film 2014)
Dla ciebie wszystko (ang. The Best of Me) – amerykański melodramat z 2014 roku w reżyserii Michaela Hoffmana. Główne role w filmie zagrali James Marsden i Michelle Monaghan oraz Luke Bracey i Liana Liberato. Scenariusz filmu oparty jest na powieści Nicholasa Sparksa pod tym samym tytułem.

## Fabuła
Dawson Cole (James Marsden) pracuje na platformie wiertniczej u wybrzeży Luizjany. Pewnego dnia eksplozja na platformie wrzuca go do wody, ale ukazuje mu się Amanda krocząca przez ogród pełen kwiatów niczym anioł stróż. Po kilkugodzinnym dryfowaniu w wodzie lekarz stwierdza że to cud, bo nie miał on prawa przeżyć, a co dopiero wyjść z tego bez szwanku. Chwilę po powrocie z platformy dowiaduje się, że jego bliski przyjaciel i zastępczy ojciec, Tuck Hostetler (Gerald McRaney), umarł. Dlatego Dawson wraca do domu po raz pierwszy od prawie dwudziestu lat, aby spełnić ostatnią wolę Tucka. Kiedy przybywa do swojego domu, jest zaskoczony, że spotyka tam Amandę Collier (Michelle Monaghan), licealną miłość. Wydaje się, że intencją Tucka była próba ożywienia ich dawnego romansu. Jednak Amanda jest teraz mężatką. Jej mężem jest Frank Reynolds (Sebastian Arcelus).
Dawson jest chłopakiem z nizin społecznych, wychowany w rodzinie cieszącej się najgorszą sławą w całej okolicy. W retrospekcjach okazuje się, że jako nastolatek opuścił dom agresywnego ojca i zatrzymał się na noc w garażu Tucka Hostetlera. Tuck, lokalny mechanik, który niedawno stracił żonę, pozwala Dawsonowi zamieszkać z nim i ostatecznie uważa go za własnego syna.
Młody Dawson (Luke Bracey) i Amanda (Liana Liberato) uczęszczają do tej samej szkoły i zaczynają się ze sobą spotykać, wkrótce zakochują się. Tuż przed balem maturalnym, bracia i ojciec Dawsona (Sean Bridgers) pobili Tucka. Rozgniewany Dawson idzie do domu swojego ojca z zamiarem zabicia go. Jednak podczas szamotaniny przypadkowo zostaje zabity kuzyn Dawsona. W zamian za łagodniejszy wyrok, Dawson zeznaje przeciwko swojemu ojcu i braciom. Jednakże wiedząc, że nie zostanie zwolniony warunkowo przez następne cztery lata, Dawson decyduje się zerwać z Amandą, zmuszając ją do pójścia do college'u.
Po śmierci Tucka, Dawson i Amanda spotykają się u prawnika i dowiadują się, że ostatnią wolą Tucka było to, aby rozrzucili jego prochy koło jego domku, gdzie on również to zrobił z prochami żony. Później, spędzają oni razem namiętną noc. Następnego dnia podczas lunchu rozmawiają o swoich planach. Amanda dowiaduje się o tym, że Dawson wiedział o jej próbach odwiedzenia go w więzieniu. Następnego dnia Amanda postanawia wrócić do rodziny i jej napiętego małżeństwa, aby spełnić swoje zobowiązania rodzinne.
Podczas gdy Amanda wraca do domu, Dawson postanawia odnowić ogród Tucka. Jednak Amanda postanawia rozstać się z mężem i zostawia Dawsonowi wiadomość głosową, w której wyraża swoją miłość. Po nagraniu wiadomości, Amanda odbiera telefon o wypadku syna. Na miejscu w szpitalu dowiaduje się, że potrzebuje on przeszczepu serca. Po niedawnej stracie córki, czuje się załamana tą wiadomością. Jednak jej syn wkrótce pomyślnie przechodzi transplantację. Następnego ranka po przebudzeniu widzi Dawsona siedzącego przy jej boku i obserwującego jej sen, chociaż jest to tylko złudzenie. Chwilę później zostaje poinformowana, że Dawson został zastrzelony przez swojego ojca, który został już aresztowany.
Rok później Amanda otrzymuje wiadomość od syna, który wreszcie dowiedział się kto jest dawcą, od którego dostał serce, to Dawson Cole. Amanda odwiedza dom Tucka i znajduje list dla niej napisany przez Dawsona. Mężczyzna pisze w nim, że rozumie jej zobowiązania, i że może kochać ją jeszcze bardziej za to. Amanda spaceruje po odnowionym ogrodzie.
W alternatywnym zakończeniu wydanym na płytach DVD, Amanda opuszcza męża, a ona i Dawson są razem i cieszą się wspólnym spacerem po ogrodzie.

## Obsada
- James Marsden – Dawson Cole
- Luke Bracey – młody Dawson
- Michelle Monaghan – Amanda Collier
- Liana Liberato – młoda Amanda
- Sebastian Arcelus – Frank
- Gerald McRaney – Tuck
- Clarke Peters – Morgan Dupree
- Sean Bridgers – Tommy Cole
- Rob Mello – Ted Cole
- Hunter Burke – Abee
- Jon Tenney – Harvey Collier
- Caroline Goodall – Evelyn
- Ian Nelson – Jared
- Schuyler Fisk – April
- Robby Rasmussen – Bobby / Aaron
- Julia Lashae – Clara

## Produkcja
W dniu 17 czerwca 2011 r. wytwórnia Warner Bros. nabyła prawa do filmu na podstawie powieści Dla ciebie wszystko Nicholasa Sparksa. 15 marca 2012 roku ogłoszono, że scenarzysta J. Mills Goodloe zajmie się adaptacją książki.
W dniu 27 września ogłoszono, że Warner Bros. jest w trakcie końcowych rozmów z Michaelem Hoffmanem dotyczących reżyserowania filmu, Will Fetters został namówiony do napisania scenariusza, będącego jego drugą adaptacją powieści Nicholasa Sparksa. 25 lipca 2013 roku Relativity Media nabyło prawa do dystrybucji od Warner Bros.
Główne zdjęcia zaczęły się 6 marca 2014 r. w Nowym Orleanie i trwały 42 dni. W dniu 30 kwietnia i 1 maja filmowanie miało miejsce w centrum Covington. Część zdjęć miała miejsce również w Pearl River.
W dniu 27 czerwca 2014 roku ogłoszono, że kompozytor Aaron Zigman stworzy muzykę do filmu.

## Ścieżka dźwiękowa
Album ze ścieżką dźwiękową z filmu, wydany 7 października 2014, obejmuje oryginalną muzykę głównie z gatunku muzyki country. Utwór "I did with you", wykonywany przez Lady Antebellum, został wydany 8 września 2014 jako pierwszy singiel promocyjny. Inny utwór zespołu, "Falling for you", jest również dostępny w Deluxe Edition ich piątego albumu studyjnego: "747".
| Nr  | Tytuł               | Wykonawca            | Długość |
| --- | ------------------- | -------------------- | ------- |
| 1.  | "I Did with You"    | Lady Antebellum      | 3:15    |
| 2.  | "Dream Girl"        | Hunter Hayes         | 3:39    |
| 3.  | "Hold On"           | SHEL i Gareth Dunlop | 3:26    |
| 4.  | "In Love Again"     | Colbie Caillat       | 3:31    |
| 5.  | "The Way Things Go" | Thomas Rhett         | 4:06    |
| 6.  | "Borrowed Time"     | Thompson Square      | 4:12    |
| 7.  | "Lead Me"           | Kip Moore            | 3:50    |
| 8.  | "Love Is a Liar"    | Kacey Musgraves      | 3:15    |
| 9.  | "Falling for You"   | Lady Antebellum      | 3:54    |
| 10. | "Rain from Heaven"  | Eric Paslay          | 3:58    |
| 11. | "All the Way"       | David Nail           | 2:56    |
| 12. | "Unchanged"         | Eli Young Band       | 3:35    |
| 13. | "Sweet Jane"        | Cowboy Junkies       | 3:27    |
| 14. | "Crossroads"        | Phoebe Hoffman       | 4:48    |

### Listy przebojów
Album zadebiutował na miejscu 54 na liście Billboard 200, sprzedając 6200 egzemplarzy w pierwszym tygodniu.
| Nazwa zestawienia                 | Najlepsza pozycja |
| --------------------------------- | ----------------- |
| US Billboard 200                  | 52                |
| US Top Country Albums (Billboard) | 11                |
| US Top Soundtracks (Billboard)    | 4                 |

### Box office
"Dla ciebie wszystko" został wyświetlony 17 października 2014 r. w Ameryce Północnej w 2936 kinach.
Film zarobił $ 26 766 213 w Ameryce Północnej i $ 9 160 000 w innych miejscach na świecie, co w sumie daje $ 35 926 213.
W weekend otwarcia, film zarobił $ 10 003 827, zajmując piąte miejsce na liście Box Office za "Furią" ($ 23 702 421) "Zaginioną dziewczyną" ($ 17 511 956), "Księgą życia" ($ 17 005 218) oraz filmem "Aleksander – okropny, straszny, niezbyt dobry, bardzo zły dzień" ($ 11 456 954), co daje najgorszy wynik ze wszystkich adaptacji powieści Nicholasa Sparksa.

### Krytyczny odbiór
Krytycy wyrażali się niepochlebnie na temat filmu. Na portalu Rotten Tomatoes film ma wskaźnik 8% na podstawie 74 opinii, a średnia ocena to 3,5/10. Na portalu Metacritic film ma wynik 29/100 na podstawie 26 opinii, wskazujących na "generalnie niekorzystne recenzje".